# Amadou Diawara
Amadou Diawara (ur. 17 lipca 1997 w Konakry) – gwinejski piłkarz występujący na pozycji pomocnika w hiszpańskim klubie CD Eldense. Wychowanek FC Séquence, w swojej karierze grał także w takich zespołach jak San Marino, Bologna FC, SSC Napoli i AS Roma. Posiada także obywatelstwo włoskie.